# نصيرة بن حراث
نصيرة بن حراث بروفيسور، ووزيرة جزائرية، عينها الرئيس عبد المجيد تبون وزيرة للبيئة والطاقات المتجددة بحكومة جراد بتاريخ 2 يناير 2020 خلفا لفاطمة الزهراء زرواطي.

## نشأتها ودراستها

### دراستها
- شهادة دكتوراه دولة في الكيمياء الصناعية.
- مهندسة دولة في الإلكترونيك، جامعة محمد بوضياف (وهران).
- شهادة الماجستير في فيزياء المواد، جامعة محمد بوضياف (وهران).

## المناصب التي تولتها
تقلدت عدة مناصب منها:
- وزيرة البيئة والطاقات المتجددة 2 يناير 2020.[7][8]
- مديرة جامعة وهران للعلوم والتكنولوجيا محمد بوضياف (2015-2019).[9]
- مكلف بالشؤون البيداغوجية بالمدرسة العسكرية لشرشال (2012-2015).
- نائب عميد بجامعة وهران للعلوم والتكنولوجيا محمد بوضياف.
- نائب مدير جامعة وهران للعلوم والتكنولوجيا محمد بوضياف.
- أستاذة جامعية تخصص الكيمياء الصناعية.

## وصلات خارجية
- الموقع الرسمي لوزارة البيئة والطاقات المتجددة